# Filomena di Roma
Filomena di Roma (290 circa – Roma, 304) fu una giovanissima cristiana, martire per la fede. È venerata come santa.

## Agiografia
Non esistono riferimenti biografici su Filomena, ma esiste una pseudo-biografia derivata da una "Rivelazione" scritta da suor Maria Luisa di Gesù (1833).

Secondo la suora, Filomena sarebbe stata principessa dell'isola di Corfù. A 13 anni si sarebbe recata a Roma coi genitori per incontrare l'imperatore romano Diocleziano che minacciava guerra al loro paese. L'imperatore, invaghitosi di lei, le offrì il trono di imperatrice di Roma. Filomena però, avendo consacrato la sua verginità a Cristo, rifiutò l'offerta e venne uccisa dall'imperatore.

## Culto
Nel 1802 vennero ritrovati nelle Catacombe di Priscilla i suoi resti, coperti da tre tegole di terracotta con su dipinta la scritta Pax tecum Filumena.
 Il corpo fu traslato a Mugnano del Cardinale nella chiesa dedicata alla Madonna delle Grazie. Presto si diffuse un culto popolare molto ampio che interessò tutta l'Europa.
A causa della scarsità di riferimenti storici accertabili, santa Filomena venne rimossa dal calendario dalla Sacra Congregazione dei Riti nella Riforma Liturgica negli anni sessanta, nonostante la diffusione del culto e la devozione personale di vari Papi (come Gregorio XVI, Pio IX, Leone XIII e Pio X) e santi tra cui Giovanni Battista Maria Vianney e anche Damiano de Veuster. Il suo nome e la sua memoria non sono mai stati registrati nel Martirologio Romano.
Nel 1964 la Congregazione dei riti (Sacra Rituum Congregatio) chiarì: "È stato tolto il culto liturgico, è rimasto inalterato il culto popolare. La Santa può essere venerata e può essere onorata anche con la festa esterna e con la Messa dal Commune".

### Patronati
Santa Filomena di Roma è la santa patrona dei Figli di Maria e delle cause impossibili.
È inoltre patrona di Flaibano (UD), di Treporti (VE) e compatrona di Castions delle Mura (UD). È venerata anche a Roccaspinalveti (CH) il 31 agosto, a Ortacesus (CA) il 25 agosto, a Bosa (OR) l'11 agosto e a Taverne di Nocera Superiore (SA) l'ultimo sabato e l'ultima domenica di agosto. Fino agli anni sessanta è stata patrona di Roseto degli Abruzzi (TE) ma a seguito della revisione del calendario dei santi, non fu più venerata come patrona in questa città.

### Iconografia

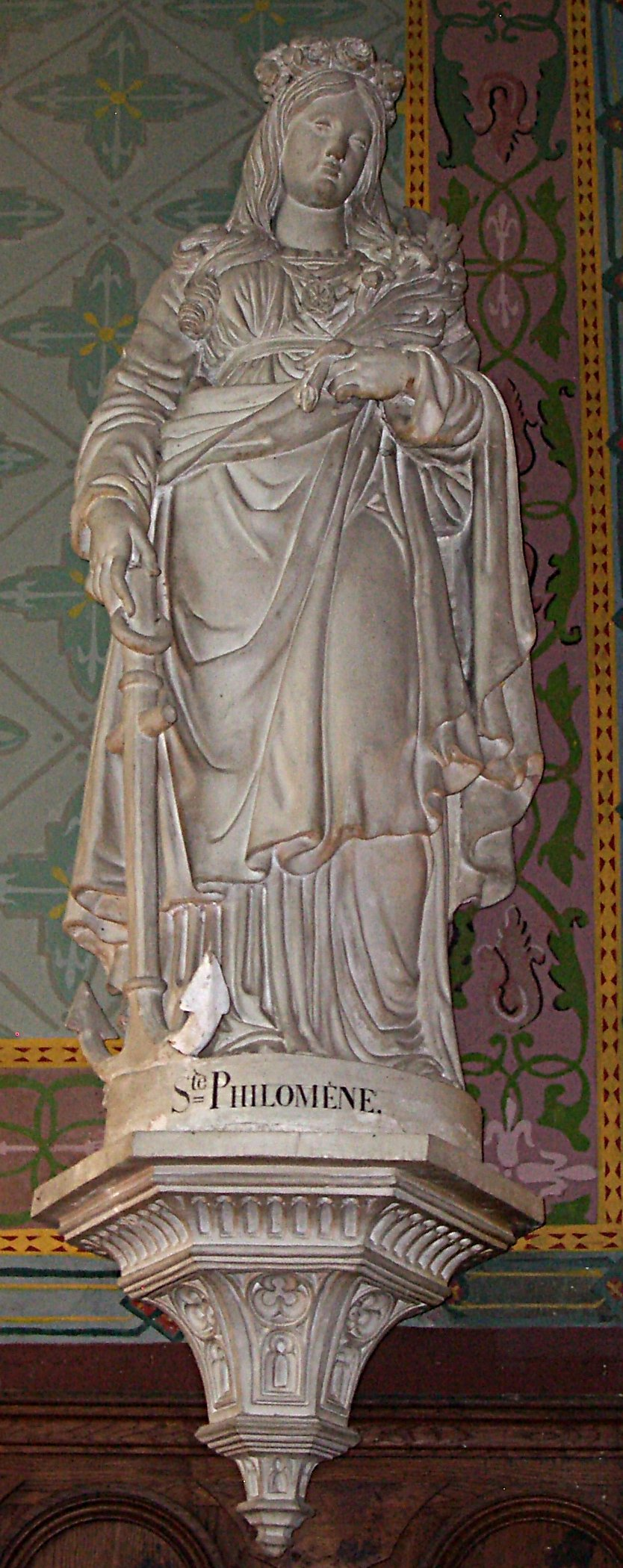
Scultura in pietra nella chiesa di Saint Sulpice d'Heudicourt (XIX secolo).
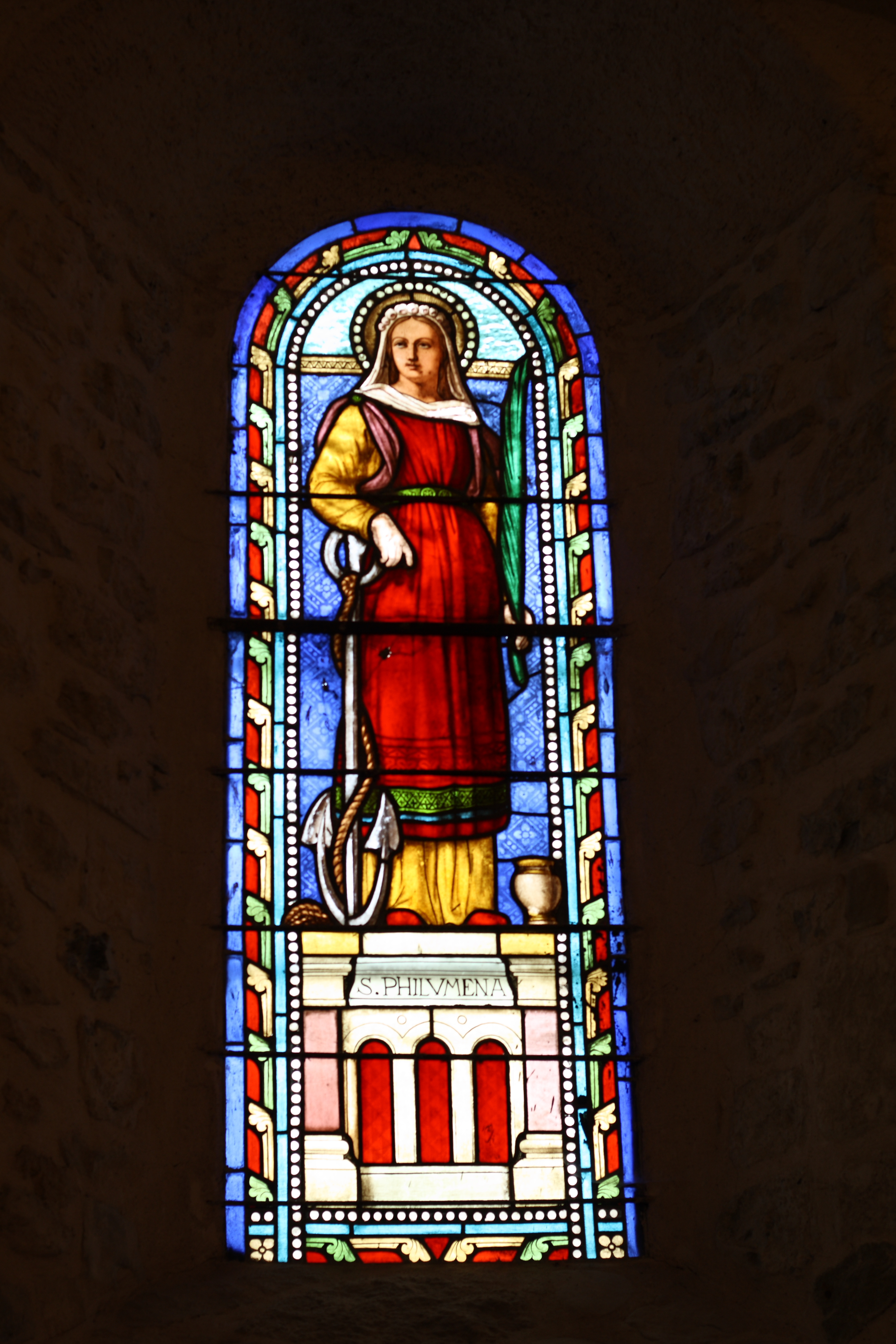
Vetrata nella chiesa di Notre-Dame a Piégros-la-Clastre.
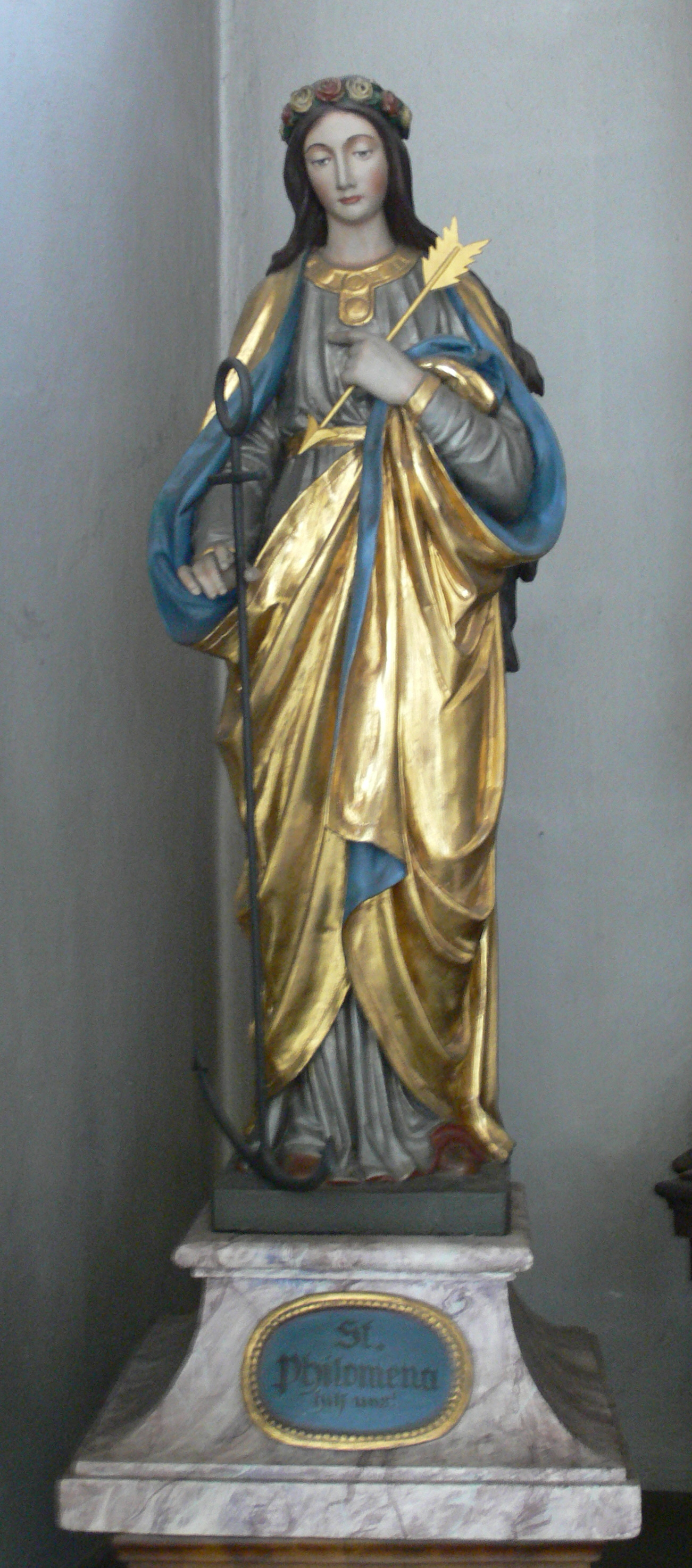
Statua nella Parrocchiale Unsere Liebe Frau a Bamberga.
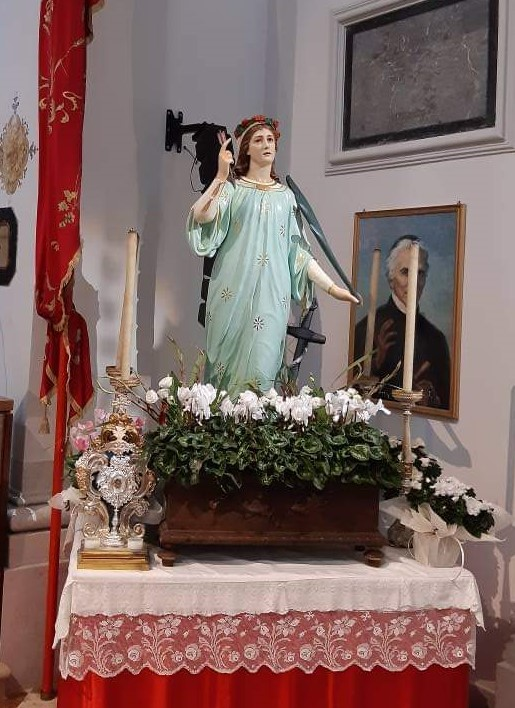
Statua nella Chiesa di Santa Maria Assunta a Castions delle Mura (UD).

## Santa Filomena nella letteratura
La questione della rimozione di Santa Filomena dal calendario liturgico nel periodo postconciliare ispirò Leonardo Sciascia nella stesura del racconto breve La rimozione, pubblicato inizialmente nei Racconti siciliani (1966) quindi nella raccolta Il mare colore del vino del 1973. Lo scrittore siciliano denunciava in quel testo come il culto della personalità di Stalin del comunismo filosovietico italiano non fosse stato dissimile dalla devozione popolare cattolica più tradizionalista.